# Cirkuše v Tuhinju
Cirkuše v Tuhinju – wieś w Słowenii, w gminie Kamnik. W 2018 roku liczyła 94 mieszkańców.